# Dick Wagner

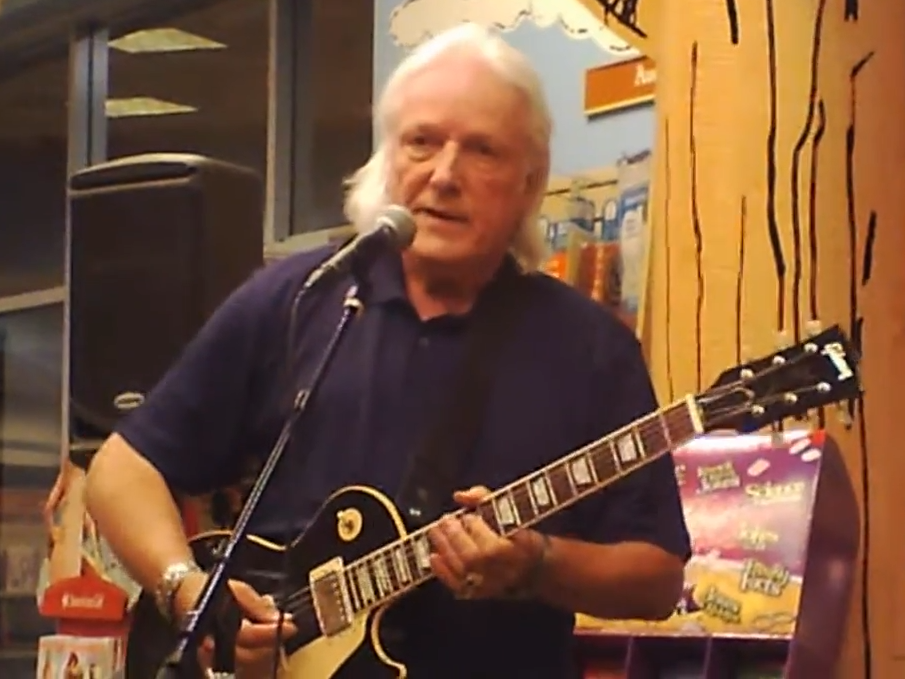
Dick Wagner, 2012

Richard Allen „Dick“ Wagner (* 14. Dezember 1942 in Oelwein, Iowa; † 30. Juli 2014 in Phoenix, Arizona) war ein US-amerikanischer Gitarrist und Songwriter.

## Leben
Dick Wagner wuchs in der Nähe von Detroit auf und war ein Autodidakt an der Gitarre. Schon zu Beginn seiner Karriere in den 1960er Jahren trat er als Begleitmusiker bei Liveauftritten namhafter Künstler wie Jerry Lee Lewis und Roy Orbison auf. Er hatte mit The Bossmen eine erste eigene Band, in der auch Mark Farner spielte. Als sich diese Band auflöste, gründete Wagner 1968 The Frost. Es wurden drei Studioalben sowie ein Livealbum veröffentlicht, größerer kommerzieller Erfolg blieb jedoch aus.
Anfang der 1970er Jahre zog er nach New York City und schloss sich der Band Ursa Major an. Im Jahr 1972 entstand das gleichnamige Album. Das Album wurde von Bob Ezrin produziert, der Wagners Talent erkannte und ihn Alice Cooper vorstellte. Dies führte zu einer über Jahrzehnte andauernden Zusammenarbeit zwischen Wagner und Cooper; Wagner wurde zu einem wichtigen Songwriting-Partner. Gemeinsam schrieben sie unter anderem die Hitsingles Welcome to My Nightmare, Department of Youth und Only Women Bleed. Über Ezrin kam auch der Kontakt mit Lou Reed zustande. Wagner spielte auf dessen Alben Berlin und Rock ’n’ Roll Animal Gitarre und begleitete Reed in dieser Zeit auch auf dessen Livetouren.
Im Jahr 1978 veröffentlichte Wagner ein Soloalbum mit dem Titel Richard Wagner, welches kommerziell erfolglos blieb. Er war zudem als Studiomusiker für Künstler wie Aerosmith, Kiss, Peter Gabriel und Hall and Oates aktiv, wenngleich er seine Parts teilweise ohne Namensnennung absolvierte. In den 1980er Jahren fokussierte er sich vermehrt auf das Songwriting; seine Kompositionen wurden unter anderem von Meat Loaf, Air Supply, Nils Lofgren und Lita Ford aufgenommen.
Im Jahr 2005 zog Wagner nach Arizona. Zwei Jahre später erlitt er einen Herzinfarkt und fiel in ein Koma. Danach konnte er längere Zeit nicht mehr Gitarre spielen. Im Jahr 2009 veröffentlichte er wieder neue Musik und mit Beginn der 2010er Jahre trat er auch wieder live auf. 2014 starb er nach Komplikationen im Nachgang einer Herzoperation. Paul Stanley nannte Wagner in einem Interview mit dem Billboard Magazine einen brillanten Gitarristen mit enormem Talent.

## Diskografie (Auszug)
- 1972: School’s Out – Alice Cooper
- 1973: Billion Dollar Babies – Alice Cooper
- 1974: Rock ’n’ Roll Animal – Lou Reed
- 1974: Muscle of Love – Alice Cooper
- 1975: Welcome to My Nightmare – Alice Cooper
- 1976: Destroyer – Kiss
- 1976: Alice Cooper Goes to Hell – Alice Cooper
- 1978: From the Inside – Alice Cooper
- 1983: DaDa – Alice Cooper
- 1992: Revenge – Kiss
- 2011: Welcome 2 My Nightmare – Alice Cooper

## Hörbeispiele
- Lou Reed – Rock ’n’ Roll Animal Tour (1974) Gitarre zusammen mit Steve Hunter
- Alice Cooper – Welcome to My Nightmare Tour (1975)
- Dick Wagner – All along the Watchtower (1983)